# Kh-47M2 Kinzhal
O Kh-47M2 Kinzhal (Х-47М2 Кинжал) é um míssil balístico lançado pelo ar hipersônico. Possui um alcance de mais de 2 000 km, velocidade Mach 10 e capacidade de alterar sua rota durante o vôo. Pode transportar ogivas convencionais ou nucleares e pode ser lançado por meio de bombardeiros Tu-22M3 e interceptadores MiG-31K. Foi baseado em bases aéreas no Distrito Militar do Sul e no Distrito Militar Ocidental da Rússia.
O Kinzhal entrou em serviço em dezembro de 2017 e foi uma das seis novas armas estratégicas russas reveladas pelo presidente russo Vladimir Putin em 1 de março de 2018. Em fevereiro de 2019, as tripulações dos porta-mísseis MiG-31K Kinzhal realizaram mais de 380 missões de treinamento com o míssil, das quais pelo menos 70 usaram reabastecimento aéreo. A arma fez sua estreia pública durante o concurso internacional Aviadarts em agosto de 2019. De acordo com a agência de notícias russa TASS, o primeiro lançamento do Kinzhal no Ártico aconteceu em meados de novembro de 2019. O lançamento foi executado por um caça interceptador MiG-31K da Base Aérea de Olenya (na Península de Cola).
Durante a Guerra Russo-Ucraniana, os militares russos alegaram ter usado mísseis Kinzhal para destruir um suposto depósito subterrâneo de armas das forças armadas ucranianas em Deliatyn (em Ivano-Frankivsk) em 18 de março de 2022, seguido por um depósito de combustível atingido em Konstantinovka (ao norte de Donetsk) no dia seguinte. A Ucrânia, utilizando sistemas de defesa antiaérea MIM-104 Patriot, afirmou ter interceptado de forma bem sucedida vários Kinzhals.
Em uma entrevista publicada pelo The Economist em 13 de junho de 2023, os operadores ucranianos do sistema Patriot afirmaram que os mísseis Kinzhal viajaram a uma velocidade de aproximadamente 1.240 m/s (Mach 3,6), que é cerca de um terço da velocidade declarada pela Rússia. O design geral do míssil não é original, sendo compartilhado com o antigo míssil 9K720 Iskander lançado no solo, adaptado para lançamento aéreo com uma seção de orientação modificada para o Kinzhal. Segundo informações, ele pode atingir alvos estáticos e móveis, como porta-aviões.

## Operadores
Rússia
- Forças Aeroespaciais da Rússia[20]